# Chavirage de Patna
 (juillet 2019).
Le 14 janvier 2017, un bateau transportant plus de 40 passagers a chaviré dans le Gange, dans la ville indienne de Patna, dans la région du Bihar, tuant 25 personnes,. Le bateau était sur le point d'atteindre la rive lorsqu'il a chaviré. On soupçonne que la surcharge du navire est la cause de l'accident.

## Incident
Le bateau revenait d'un festival de cerf-volant sur une île appelée Ganga Diyara au milieu du Gange, dans le cadre de la célébration du Makar Sankranti dans la ville de Patna,,. Le petit bateau, surchargé de passagers , était sur le point d’atteindre la rive lorsqu’il a chaviré. La capacité de bateau était de 30 personnes, mais les estimations des responsables locaux placé la charge réelle de 40 à 50.

## Opération de sauvetage
Les opérations de sauvetage ont localisé 19 corps le 14 janvier et cinq autres le 15 janvier avant qu'ils ne se terminent, selon la police locale, il n'y avait plus aucun disparu. Neuf personnes ont été extraites de la rivière par des sauveteurs  tandis qu'une douzaine environ ont nagé jusqu'au rivage. Huit personnes ont été hospitalisées  au Patna Medical College and Hospital (en) (PMCH) 

## Indemnisation
Le Premier ministre indien, Narendra Modi, a annoncé un paiement à titre gracieux du fonds de secours national du Premier ministre, d'un montant de 2 000 lakhs pour les proches parents des victimes de l'accident de bateau et de 50 000 lakhs pour les blessés graves,. Le ministre en chef du Bihar, Nitish Kumar, a également annoncé qu'une indemnité de 4 000 lakh sera versée aux parents de chacun des morts.